# الشيطان الأكبر

رسم الكاريكاتور السياسي البرازيلي كارلوس لطوف وصف الشخصية الأمريكية (العم سام) بالشيطان الأكبر.

الشيطان الأكبر (بالفارسية: شيطان بزرگ) هو مصطلح سياسي معادٍ للإمبريالية استخدمه مؤيدو الخميني أثناء الثورة الإسلامية الإيرانية عام 1979م، وذلك في إشارة إلى دولتين إمبريالتين؛ الولايات المتحدة، ومن ثم المملكة المتحدة.
يستخدم مؤسس الجمهورية الإسلامية الإيرانية روح الله الخميني مصطلح الشيطان الأكبر لأول مرة في إشارة إلى الولايات المتحدة. واستخدمت كذلك بعض الصحف مثل صحيفتي لو فيغارو الفرنسية وسياتل تايمز الأمريكية هذه العبارة عدة مرات عن اسم الولايات المتحدة.

## خلفية
اعتبرت حكومة ما بعد الثورة في إيران كلاً من الولايات المتحدة والمملكة المتحدة دولتين إمبرياليتين لديهما تاريخ طويل في التدخل في شؤون إيران الداخلية، في عام 1907، نصّت الاتفاقية الأنجلو-روسية على تقسيم إيران إلى منطقتي نفوذ بين روسيا وبريطانيا، متجاهلة سيادة إيران وإن لم تنهيها. في عام 1953، أثناء الحرب الباردة، خطط مسئولون المخابرات البريطانية وإدارة الرئيس الأمريكي دوايت أيزنهاور لعملية أنجلو أمريكية مشتركة للإطاحة برئيس الوزراء المنتخب محمد مصدق. كانت إدارة أيزنهاور قلقة من أن تطلعات مصدق القومية يمكن أن تؤدي في نهاية المطاف إلى سيطرة الشيوعيين على إيران. تمت تسمية العملية باسم عملية أجاكس. في البداية، بدا أن الانقلاب العسكري قد فشل، وفرّ الشاه محمد رضا بهلوي من البلاد قبل مرور عام على وفاته في مصر ودفنه فيها. بعد أعمال شغب واسعة النطاق وبمساعدة من وكالة المخابرات المركزية وأجهزة المخابرات البريطانية، هُزم مصدق وعاد الشاه إلى السلطة، مما يضمن دعم المصالح النفطية الغربية (البريطانية بشكل رئيسي) وإنهاء التهديد المتصور المتمثل في التوسع الشيوعي. أصبح الجنرال فضل الله زاهدي، الذي قاد الانقلاب العسكري، رئيساً للوزراء.
في عام 1965 الخميني لإنتقاده تصويت الثورة البيضاء للمرأة وإصلاح الأراضي ومشروع قانون وضع القوات الذي، أعطى العسكريين الأمريكيين حصانة دبلوماسية للجرائم المرتكبة في إيران. بحلول أوائل السبعينيات، عارض العديد من الإيرانيين حكومة الشاه. وعاد الخميني في النهاية إلى إيران وقاد الثورة الإيرانية عام 1979. خلال الثورة الإيرانية، كان المتظاهرون يرددون شعارات مثل «الموت للشاه» و «الاستقلال والحرية والجمهورية الإسلامية» و «الموت لأمريكا».

## تعريف
نُقل عن الخميني قوله في 5 نوفمبر 1979، «أمريكا هي الشيطان الأكبر والأفعى الجريحة». تم استخدام المصطلح على نطاق واسع أثناء وبعد الثورة الإسلامية، ولا يزال يستخدم في بعض الأوساط السياسية الإيرانية. غالبا ما يكون استخدام المصطلح في التجمعات بترديد عبارات مثل «مرگ بر آمریکا» («الموت لأمريكا»). كما يستخدم في بعض المجلات الأكاديمية.

## الشيطان الأصغر
أطلق الخميني على الاتحاد السوفيتي، الخصم الرئيسي للولايات المتحدة خلال الحرب الباردة، «الشيطان الأصغر» بسبب أيديولوجيا الشيوعية الملحدة، وقال إن إيران يجب ألا تدعم أيًا من طرفي الحرب الباردة.
أدان الخميني إسرائيل باعتبارها «الشيطان الأصغر» في عام 1979 عندما كان يتحدث عن دعم إسرائيل للشاه، وعلاقاتها الوثيقة بواشنطن دي سي، والصراع الإسرائيلي الفلسطيني المستمر. كما ذكر الزعيم الليبي السابق معمر القذافي أن «إسرائيل هي الشيطان الأصغر» الأخير في مقابلة له في يوليو 1980.

## وصلات خارجية
- The Great Satan by Kavitha Rao, April 26, 2000
- 'Great Satan' warned of a burning hell by إيان بلاك، الغارديان، February 16, 2005
- How the "Great Satan" Became Just Great